# Нинидзе, Кирилл Евсеевич
Кирилл Евсеевич Нинидзе (груз. კირილე ესეს ძე ნინიძე, 17 января 1879, Аскана, Озургетский уезд — 14 сентября 1937) — грузинский политик, член Учредительного собрания Грузии (1919—1921).

## Биография
Родился в крестьянской семье. Кроме него в семье было ещё четыре брата: Фёдор, Караман, Мичако и Моисей.
Окончил Кутаисскую духовную семинарию. 5 мая 1901 года труппа Кутаисского театра поставила антисемитскую пьесу «Дети Израиля», вызвавшую протесты молодежи и срыв спектакля. Полиция арестовала участников беспорядков, в том числе Кирилла Нинидзе.
Высшее образование получил в Императорском Юрьевском университете.
Вступил в РСДРП.
Вернувшись в Грузию, он стал активно участвовать в революционном движении, был руководителем тифлисских организаций, член фракции меньшевиков с 1905 года.
Был арестован в 1903 и 1908 годах по политическим мотивам и сослан в город Вольск в Саратовской губернии. Вернувшись из ссылки, работал учителем в разных школах.
В 1917 году избран членом Национального совета Грузии. 26 мая 1918 года подписал Декларацию независимости Грузии.
В 1918 году избран членом парламента, 12 марта 1919 года — членом Учредительного собрания Грузии от Социал-демократической партии. Был председателем аграрной комиссии.
В январе 1921 года вместе с одиннадцатью другими членами образовал Независимую социал-демократическую партию Грузии «Схиви» (Луч).
После советизации Грузии в 1921 году остался в Грузии. В июне 1921 года был арестован вместе с Никифором Имнаишвили и Мухрани Хохолавой за их антиправительственные позиции. 15 февраля 1922 года был арестован во второй раз в Хашури по случаю годовщины советизации. Освобожден из-под стражи 1 мая.
С конца 1922 года был представителем Beam в Daccom. Член Коллегии защитников. В марте 1924 года защищал группу священнослужителей и патриарха Амвросия Хелая. Во время августовского восстания 1924 года был членом Центральной военной комиссии. Арестован, но летом 1925 года оправдан судом. В 1928 году его снова арестовали.
15 апреля 1937 года арестован и 13 сентября приговорён к смертной казни, расстрелян на следующий день.

## Известные адреса
Тбилиси, ул. Бесики, 34